# NGC 3697
NGC 3697 је спирална галаксија у сазвежђу Лав која се налази на NGC листи објеката дубоког неба.
Деклинација објекта је + 20° 47' 42" а ректасцензија 11h 28m 50,4s. Привидна величина (магнитуда) објекта NGC 3697 износи 13,3 а фотографска магнитуда 14,1. Налази се на удаљености од 86,127 милиона парсека од Сунца. NGC 3697 је још познат и под ознакама NGC 3697A, UGC 6479, MCG 4-27-42, CGCG 126-61, HCG 53A, PGC 35347.